# St. Simons
St. Simons – jednostka osadnicza w Stanach Zjednoczonych, w stanie Georgia, w hrabstwie Glynn, nad Oceanen Atlantyckim. Według spisu w 2020 roku liczy 15 tys. mieszkańców.
Według danych z 2020 roku, 4,1% stanowią osoby pochodzenia polskiego, to jest czterokrotnie więcej niż średnia dla stanu Georgia. 